# 北方天使

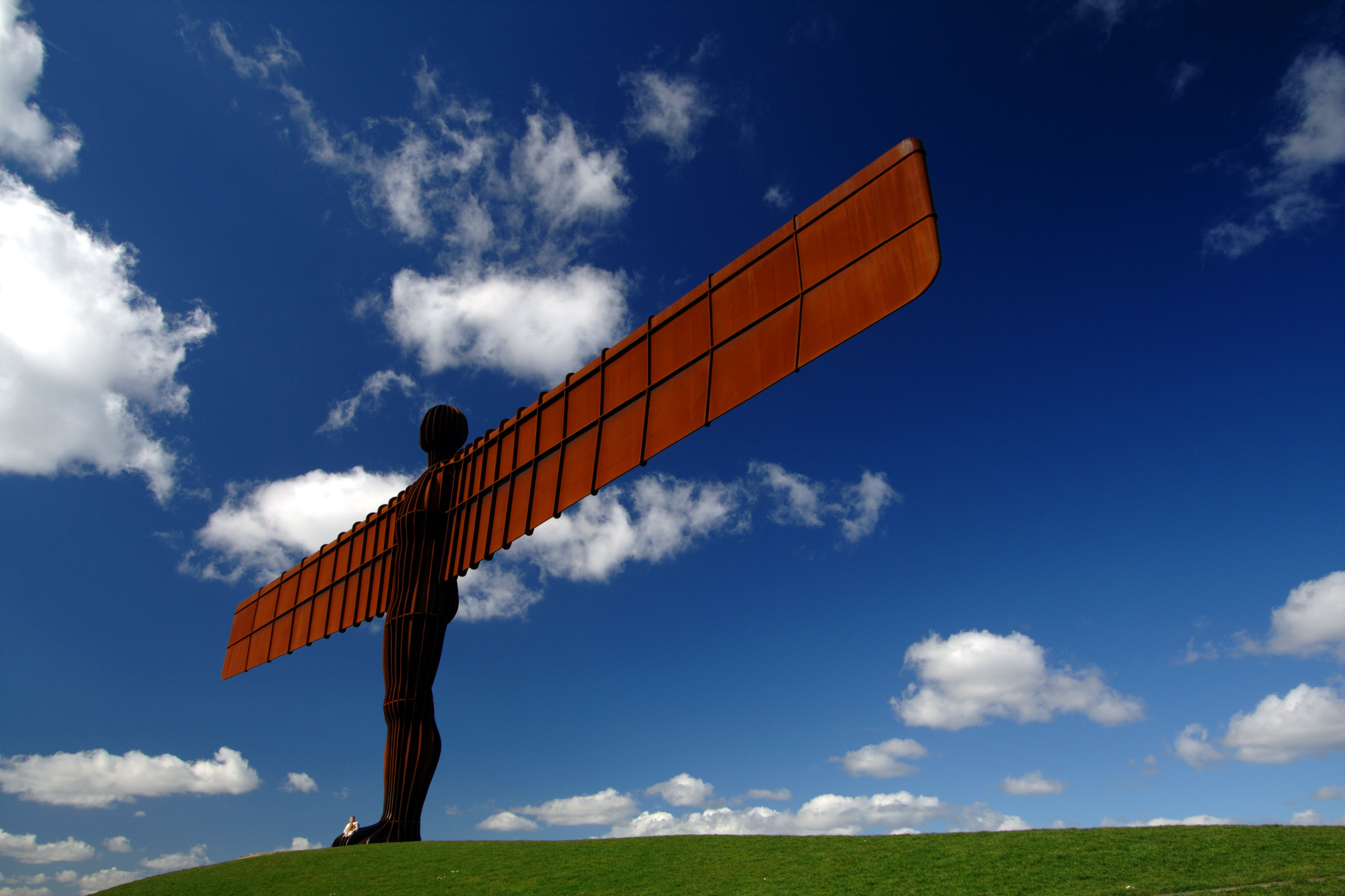
北方天使

北方天使（英語：The Angel of the North）是位于英国纽卡斯尔郊区蓋茨黑德的一座现代钢铁室外雕塑，高20米，翼展54米。由著名雕塑家Antony Gormley于1998年完成，为北英格兰的著名地标。